# Nikolai Alexandrowitsch Durakow

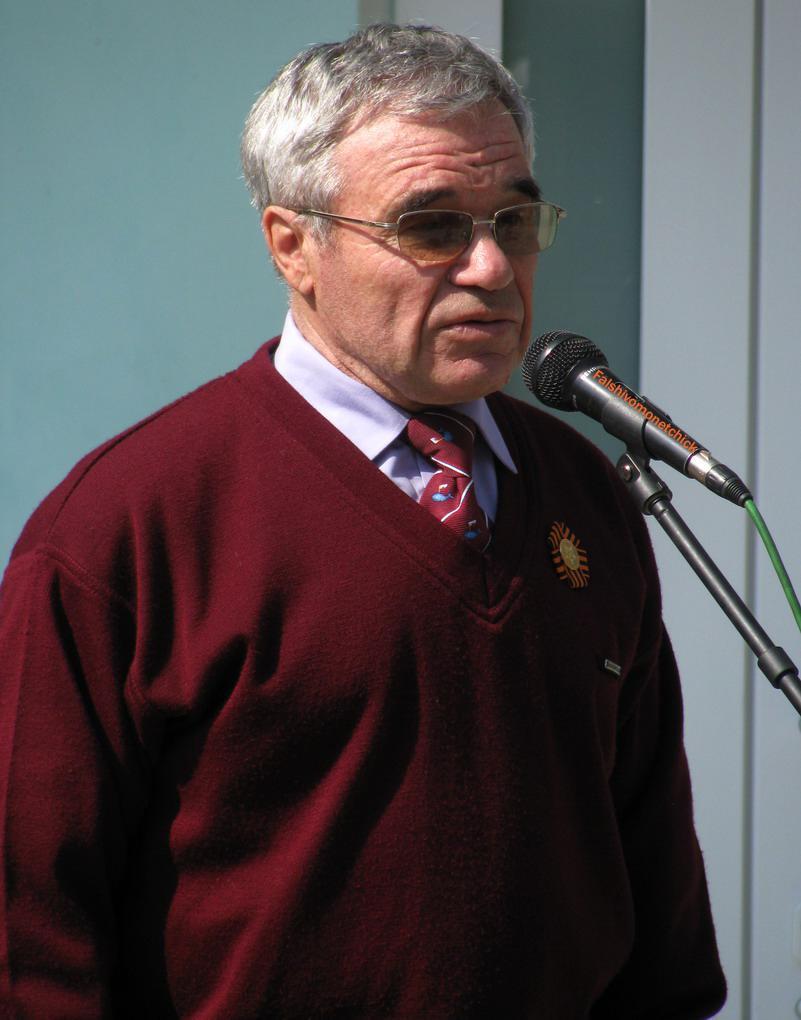
Nikolai Durakow, 2010

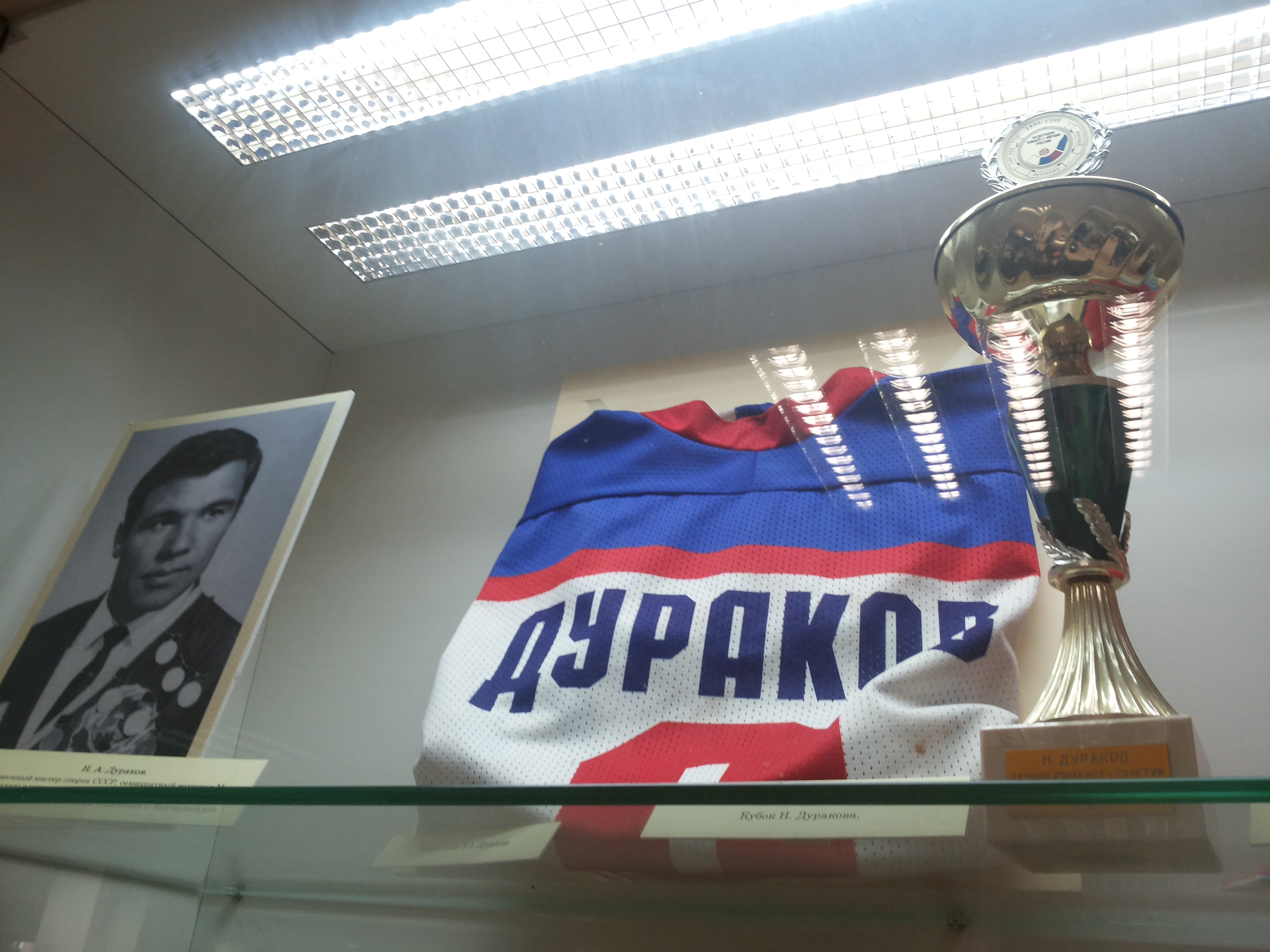

Nikolai Alexandrowitsch Durakow (russisch Николай Александрович Дураков; * 5. Oktober 1934 in Krasnogorowka, Oblast Donezk, Ukrainische Sozialistische Sowjetrepublik; † 9. März 2024 in Jekaterinburg) war ein sowjetischer Bandyspieler. Er gilt in der als Vorläufer des Eishockey geltenden Sportart als einer der erfolgreichsten Spieler aller Zeiten. Er wurde siebenfacher Weltmeister.
Durakow spielte für den SKA-Swerdlowsk im heutigen Jekaterinburg. Für den Verein absolvierte er zwischen 1954 und 1976 insgesamt 459 Spiele, bei denen er 588 Tore schoss. Mit Swerdlowsk gewann er in dieser Zeit neunmal die sowjetische Bandymeisterschaft. Sieben weitere Male wurde er Vizemeister, dreimal mit seinem Verein Dritter.
Für die sowjetische Nationalmannschaft spielte Durakow 50 Mal und schoss dabei 48 Tore. 1957, 1963, 1965, 1967, 1969, 1971 und 1973 wurde er Weltmeister. 1965 wurde er Torschützenkönig der Weltmeisterschaften.
1963 wurde er als Verdienter Meister des Sports der UdSSR ausgezeichnet.

## Erfolge
- Weltmeister: 1957, 1963, 1965, 1967, 1969, 1971 und 1973

- Sowjetischer Meister: 1956, 1958, 1959, 1960, 1962, 1966, 1968, 1971 und 1974